# Valentina Sjevtjenko
Valentina Anatoljevna Sjevtjenko (ryska: Валентина Анатольевна Шевченко), född 7 mars 1988 i Bisjkek, Kirgiziska SSR, Sovjetunionen
är en kirgizisk MMA-utövare och före detta kickboxare.
Sjevtjenko tävlar sedan 2015 i organisationen Ultimate Fighting Championship där hon sedan den 8 december 2018 är mästare i flugvikt.

## Biografi
Sjevtjenko föddes i Bisjkek i Kirgiziska SSR och blev tidigt intresserad av kampsport. Hon började med taekwondo vid 5 års ålder, och vid 12 års ålder övergick hon till thaiboxning och vale tudo. 

### Kickboxning
Sjevtjenkos kärriär inom kickboxning började när hon vid 12 års ålder knockade en 22-årig motståndare. Hennes snabbhet i matchen ledde till att tränaren Pavel Fedotov gav henne smeknamnet "Bullet". Sjevtjenko har vunnit flera mästerskap inom kickboxning och thaiboxning och avslutade karriären med 56 vinster och 2 förluster.

### MMA
Sjevtjenko gjorde sin debut i professionell MMA 2003 och vann elva av sina första tolv matcher innan hon 2015 fick chansen att tävla i organisationen UFC. Hon debuterade på UFC on Fox: dos Anjos vs. Cerrone 2 den 19 december 2015 mot Sarah Kaufman och vann matchen via domslut. 
Den 5 mars 2016 möttes Sjevtjenko och Amanda Nunes på UFC 196. Nunes vann matchen via domslut.
På UFC on Fox: Holm vs. Shevchenko den 23 juli 2016 möttes Sjevtjenko och Holly Holm i en match som Sjevtjenko vann via domslut.
Sjevtjenko och Julianna Peña möttes den 28 januari 2017 på UFC on Fox: Shevchenko vs. Peña och Sjevtjenko vann matchen via submission. 
Den 9 september 2017 möttes Sjevtjenko och Amanda Nunes i en titelmatch i bantamvikt på UFC 215. Nunes vann matchen via domslut.
På UFC Fight Night: Machida vs. Anders den 3 februari 2018 möttes Sjevtjenko och Priscila Cachoeira. Sjevtjenko vann matchen via submission.
Sjevtjenko och Joanna Jędrzejczyk möttes i en titelmatch om den vakanta titeln i flugvikt på UFC 231 den 8 december 2018. Sjevtjenko vann matchen via domslut och blev därmed ny mästare i viktklassen.